# Жилище
Жилище е място, пригодено за постоянно живеене.
Може да се отнася за:
- апартамент
- барака
- вила
- градска къща (таунхаус)
- иглу
- имение
- колиба
- къща
- палатка
- фургон